# Fintan z Clonenagh
Fintan z Clonenagh (ur. ok. 524, zm. ok. 603) – współzałożyciel klasztoru i opat w Clúain-Ednech (dziś. Clonenagh w irlandzkim hrabstwie Lois), święty Kościoła katolickiego.
Jest uznawany za ucznia św. Dawida z Menevii. Klasztor założył razem ze swoim nauczycielem św. Kolumbą z Terryglass. Jego uczniem był św. Kongal z Bangor.
Jego wspomnienie liturgiczne obchodzone jest 17 lutego.